# Što je Iva snimila 21. listopada 2003. (2005.)
Što je Iva snimila 21. listopada 2003. je hrvatska humorna drama iz 2005. koju je režirao Tomislav Radić. Radnja obuhvaća 24 sata te je snimljena iz perspektive ručne digitalne kamere koju je junakinja Iva dobila za rođendan te počela snimati događaje u svojem stanu. Tako je postignut dokumentarni ugođaj radnje. Film je bio iznimno hvaljen od kritike. 
Osvojio je Veliku zlatnu arenu na Festivalu igranog filma u Puli.

## Radnja
Zagreb. U jednom stanu obitelji srednjeg sloja živi Iva koja je na svoj 14. rođendan dobila digitalnu kameru te odlučila snimati ostatak dana. Cijeli film se odvija iz perspektive njene kamere: njena majka Željka je domaćica koja zahtijeva da sve bude savršeno a probleme ublažuje ispijanjem alkoholnih pića. Njen očuh Božo je smušeni privatni poduzetnik koji voli zapovijedati kod kuće a ulizivati se na poslu. Oko Ivine rođendanske proslave organizirao je večeru koja je samo izlika da pozove poslovnog partnera, Nijemca Hoffmana, s kojim planira sklopiti unosan posao. 
Na večeru dolazi i Darko, Ivin veseli ujak koji je isto fasciniran kamerom. No nitko od ukućana ne zna njemački, pa je Darko pozvao kolegicu Ninu koja dobro barata stranim jezicima. Ona šarmira Hoffmana, ali kasnije iznenadi stanare kada se otkrije da radi kao escort dama. Željka je šokirana te od tada pokazuje neprijateljstvo prema njoj, dok je Božo to puno sabranije prihvatio. Kada Željki slučajno večera koju je ispekla padne na Ninu, svi odluče otići u restoran. Tamo se Hoffman jako dobro zabavlja te se čak upucava Željki, dok je Božo i dalje pasivan. Ipak, kada otkrije da je Hoffman njoj dao svoj broj hotelske sobe, potrči ljutito za njim, ali ovaj je već otišao taksijem. Obitelj se iscrpljena vrati kući kasno u noć, a Iva isključi kameru.

## Glumci
- Anja Šovagović-Despot - Željka
- Ivo Gregurević - Božo
- Masha Mati Prodan - Iva
- Boris Svrtan - Darko
- Barbara Prpić - Nina
- Karl Menrad - Hoffman

## Nagrade
- Filmski festival u Puli; 4 Zlatne arene (najbolji film, režija, glavna glumica Anja Šovagović-Despot, glavni glumac Ivo Gregurević)
- Oktavijan Hrvatskog društva filmskih kritičara

## Zanimljivosti
- Nakon loše primljenih filmova “Anđele moj dragi” i “Holding”, redatelj Tomislav Radić je pozitivno iznenadio kritiku ovim filmom kojeg je snimio sa 65 godina, pa su neki dodali da je doživio “novu mladost”.
- Film je snimljen digitalnom kamerom po uzoru na dansku “Dogmu 95”.
- Masha Mati Prodan, koja glumi Ivu, debitirala je ovim filmom kao glumica.

## Kritike
Za razliku od većine hrvatskih filmova od 90-ih, kritika se gotovo jednoglasno složila da je “Što je Iva snimila 21. listopada 2003.” velik film, pametno i ambiciozno ostvarenje koje je istodobno svježe, duhovito i zabavno. 
Jakov Kosanović je hvalio film te je napisao: 
“Treba odmah reći, Radićev film je osvježenje u odnosu na ono što u posljednje vrijeme radi starija redateljska generacija u Hrvatskoj. Čini se da je Radić u međuvremenu išao u kino češće od strukovnih vršnjaka, premda ne treba zanemariti ni činjenicu da su njegovi najvažniji suradnici na ovom filmu - Ognjen Sviličić kao koscenarist i Vedran Šamanović kao snimatelj - na više mjesta, zajedno ili ponaosob, imali prilike djelovati kao dezodorans hrvatskog dramskog prostora. Radićev "refreshing" efekt sadržan je u činjenici da je njegov najnoviji film snimljen digitalnom kamerom iz ruke i da je kao socijalna drama prilično drsko odcijepljen od ostatka društvenog konteksta, što je rezultiralo izravnim, vitalnim i nerijetko duhovitim filmom...inačicu moliereovske inscenacije, komediografsku situaciju u kojoj povod radnje i motivacija likova nisu nužno usuglašeni, pa tako ni rasplet s ishodom.”
Damir Radić je također pohvalno pisao o filmu i usporedio ga Dogmom 95:
"Tomislav Radić ponudio je najbolji domaći film od stjecanja državne nezavisnosti..."Što je Iva snimila 21. listopada 2003." izvanredno je, gotovo besprijekorno ostvarenje čvrste, a opet gipke i dinamične dramaturgije, sjajnih glumaca i redateljske realizacije, ultimativno autentičnog prikaza zbilje na svim razinama kojima se film bavi, a jedina zamjerka može se uputiti nedovoljnom isticanju glavnog fokalizatora, 15-godišnje Ive. Da se nešto više osvrnuo na dubinsku tugu te djevojčice, Radić je mogao ostvariti pravo malo remek-djelo. Međutim, za jednog hrvatskog autora, osobito danas, velika je stvar kreirati film koji će ostati zabilježen kao vjerojatno jedini domaći naslov u zadnjih 15-ak godina koji se više-manje ravnopravno može nositi s kremom svjetskih filmova koji su u tom razdoblju prikazani u našim kinima, koliko god ta krema bila lišena najvećeg broja filmskog dragog kamenja izvan zapadnjačkog civilizacijskog kruga."

## Vanjske poveznice
- Što je Iva snimila 21. listopada 2003. u internetskoj bazi filmova IMDb-a
- Film.hr[neaktivna poveznica]
- Filmski.net  Arhivirana inačica izvorne stranice od 27. prosinca 2005. (Wayback Machine)
- Esej o filmu  Arhivirana inačica izvorne stranice od 9. svibnja 2007. (Wayback Machine)